# Мелихов, Игорь Витальевич
Игорь Витальевич Мелихов (9 ноября 1932 — 12 октября 2024) — учёный-химик, член-корреспондент РАН (1997), лауреат премии имени В. Г. Хлопина (2010).

## Биография
Родился 9 ноября 1932 года.
В 1955 году с отличием окончил химический факультет МГУ.
С 1956 года работал на этом же факультете, где прошёл путь от старшего лаборанта до заведующего лабораторией радиохимических методов исследования гетерогенных процессов кафедры радиохимии.
В 1964 году защитил кандидатскую диссертацию, тема: «Некоторые закономерности сокристаллизации».
В 1968 году защитил докторскую диссертацию, тема: «Исследование процесса соосаждения микропримеси».
В 1984 году присвоено учёное звание профессора.
В мае 1992 года избран членом-корреспондентом РАЕН, с 22 марта 1995 – действительный член РАЕН.
В 1997 году избран членом-корреспондентом РАН от отделения физикохимии и технологии неорганических материалов (химия и технология неорганических веществ).

### Научная деятельность
Развил новую физико-химическую модель кристаллизации и обнаружил ряд неизвестных ранее явлений в гетерогенных физико-химических системах.
Занимался изучением кристаллизации в наносистемах и поисками путей использования нанокристаллических веществ в нанотехнологии, при получении наноматериалов и в медицине, в частности, для лечения онкологических заболеваний.
Автор более 500 научных работ, в том числе трёх монографий.
Имел 28 патентов и авторских свидетельств на изобретения.

### Общественная деятельность
Читал курсы лекций в МГУ, Софийском, Белградском, Гаванском и Техасском университетах.
Директор Центра радионуклидной диагностики твердых тел при МГУ и ИФХ РАН.
Председатель диссертационного совета Д.501.002.05 при МГУ.
Глава Центра коллективных исследований по нанохимии.
Член экспертного совета Концерна «Наноиндустрия».
Член Научных советов РАН по теоретическим основам химической технологии, по химии высокочистых веществ и по космическому материаловедению.
Член редколлегий журналов «Теоретические основы химической технологии», «Химическая промышленность», «Вестник Московского университета», «Успехи химии».
Похоронен  в Москве, на Новом Донском кладбище в родственной  могиле.

### Основные научные труды
1. Сокристаллизация (Журнал физической химии. 1989. Т. 63, № 2, в соавт.)
2. Кинетика кристаллизации из растворов высокого пресыщения (Kеy Еnginееring Mаtеriаls. 1991. V. 58)
3. Кристаллосенсорика (Успехи химии. 1993. Т. 62. № 3)

## Награды
- Государственная премия СССР (1989) — «За работу в области химической технологии»
- Премия Совета Министров СССР (1981, 1986)
- Ломоносовская премия МГУ (1989) — за работу «Кинетика кристаллизации при больших движущих силах»[3]
- Бронзовая медаль ВДНХ (1982)
- Медаль Федерального космического агентства «40 лет полёта Ю. А. Гагарина» (2002)
- Премия имени В. Г. Хлопина (за 2010 год, совместно с Н. Б. Михеевым, С. А. Кулюхиным) — за цикл работ «Процессы кристаллизации и сокристаллизации в обнаружении неизвестных ранее свойств радиоактивных элементов»
- Нагрудный знак «За вклад в развитие атомной отрасли» 1 степени (2014)
- Почётная грамота Президента Российской Федерации (5 февраля 2024 года) — за заслуги в развитии отечественной науки, многолетнюю плодотворную деятельность и в связи с 300-летием со дня основания Российской академии наук[4]